# George Chahal
Harnirjodh « George » Chahal, né le 5 juin 1975 à Calgary en Alberta, est un homme politique canadien. Il représente la circonscription de Calgary Skyview à la Chambre des communes du Canada depuis 2021 sous la bannière du Parti libéral du Canada.